# 小行星4364
小行星4364（英語：4364 Shkodrov）是一颗围绕太阳公转的小行星。1978年11月7日，舒爾特·巴斯、埃莉諾·赫琳在帕洛马山发现了此天体。
这颗小行星的绝对星等为47.07237等。